# Saint-Romain-d'Ay
 Saint-Romain-d'Ay  là một xã ở tỉnh Ardèche, vùng Auvergne-Rhône-Alpes ở đông nam nước Pháp.